# Putra-moskee
De Putra-moskee (Maleis: Masjid Putra) is de belangrijkste moskee van Putrajaya op het vasteland van Maleisië. De bouw van de moskee begon in 1997 en was twee jaar later voltooid.
Het bevindt zich aan het Putra-plein en grenst aan het kunstmatige Putrajaya-meer.
De Putra-moskee met roze koepel is gebouwd met roze graniet en bestaat uit drie belangrijke functionele gebieden: de gebedsruimte, de sahn of binnenplaats, en verschillende leerfaciliteiten en feestzalen. De moskee biedt plaats aan 15.000 gelovigen tegelijk.